# Aina Clotet
Aina Clotet Fresquet (Barcelona, 23 de septiembre de 1982) es una actriz, directora y guionista española, ganadora del premio a mejor interpretación en el festival de Canneseries 2024 por su papel en Esto no es Suecia, serie de la que es creadora y directora. Ha ganado dos veces la Biznaga de Plata a la mejor actriz en el festival de Málaga (2012 y 2019) y tiene numerosas nominaciones en los Premios Gaudí. Como guionista y directora firma el cortometraje Tiger, y ha coescrito Después también, cortometraje dirigido por Carla Simón.

## Biografía
Aina Clotet es una actriz española de cine, teatro y televisión, en este medio sobre todo en producciones de la catalana TV3. Se licenció en Comunicación Audiovisual por la Universidad Pompeu Fabra y empezó la carrera de Historia del Arte, pero no la terminó. Además estudió interpretación en la Escuela Nancy Tuñón de Barcelona.
Debutó en la pequeña pantalla en 1994, con once años, en la ficción de TV3 Estació d'enllaç. Más tarde participó en otras producciones de la misma cadena como Temps de silenci, Mirall Trencat o Des del balcó.
En 2005 participó en tres capítulos de Hospital Central, emitida en Telecinco. En 2006 volvió a TV3 para se incorporarse a El cor de la ciutat, donde interpretó a Mònica en la séptima temporada. En esa cadena, logró el papel de Arlet en Infidels, en 2009. Clotet protagonizó las tres temporadas de esta junto a Íngrid Rubio, Montse Germán, Sílvia Bel, Dolo Beltrán y Montse Guallar.
En 2010 protagonizó la película Elisa K, un drama sobre la violación de una menor dirigido por Judith Colell y Jordi Cadena. La cinta, basada en un libro de Lolita Bosch, fue presentada en el Festival de San Sebastián con buenas críticas. En 2011 formó parte del reparto de la película El género femenino, melodrama dirigido por Carlos Benpar. Y estuvo nominada a mejor actriz protagonista en la tercera edición de los Premios Gaudí.
Desde 2008 protagonizó la obra de teatro Germanes (Hermanas) en la sala Villarroel de Barcelona. Una comedia escrita y dirigida por Carol López en la que compartió protagonismo con María Lanau y Montse Germán entre otras. La obra en cartel durante cuatro años recibió diversos, como el premio Butaca y premios Max-. En 2012 protagonizó la adaptación cinematográfica de la obra, emitida por TV3 en enero de 2012.
En 2012 participó en la comedia francesa Les infidèles con un papel secundario. También formó parte del elenco de la película de Patricia Ferreira, Los niños salvajes, junto a Àlex Monner, Marina Comas y Francesc Orella. La cinta ganó la Biznaga de Plata a mejor película en el Festival de cine de Málaga. Por su parte, Clotet recibió la Biznaga de Plata a mejor actriz de reparto en el Festival de Málaga y una nominación a mejor actriz secundaria en la quinta edición de los Premios Gaudí.
También ese año protagoniza la nueva comedia de TV3 Gran Nord, junto a Nacho Fresneda y Roger Coma. Interpreta a la agente Anna Obach, una agente de los Mozos de Escuadra destinada a una pequeña y peculiar localidad de los Pirineos catalanes.
En 2013 estrenó la segunda y última temporada de Gran Nord, protagonizó la TV movie Et dec una nit de divendres, dirigida por Dimas Rodríguez; y participó en un capítulo de la miniserie Salaó (TV3).  

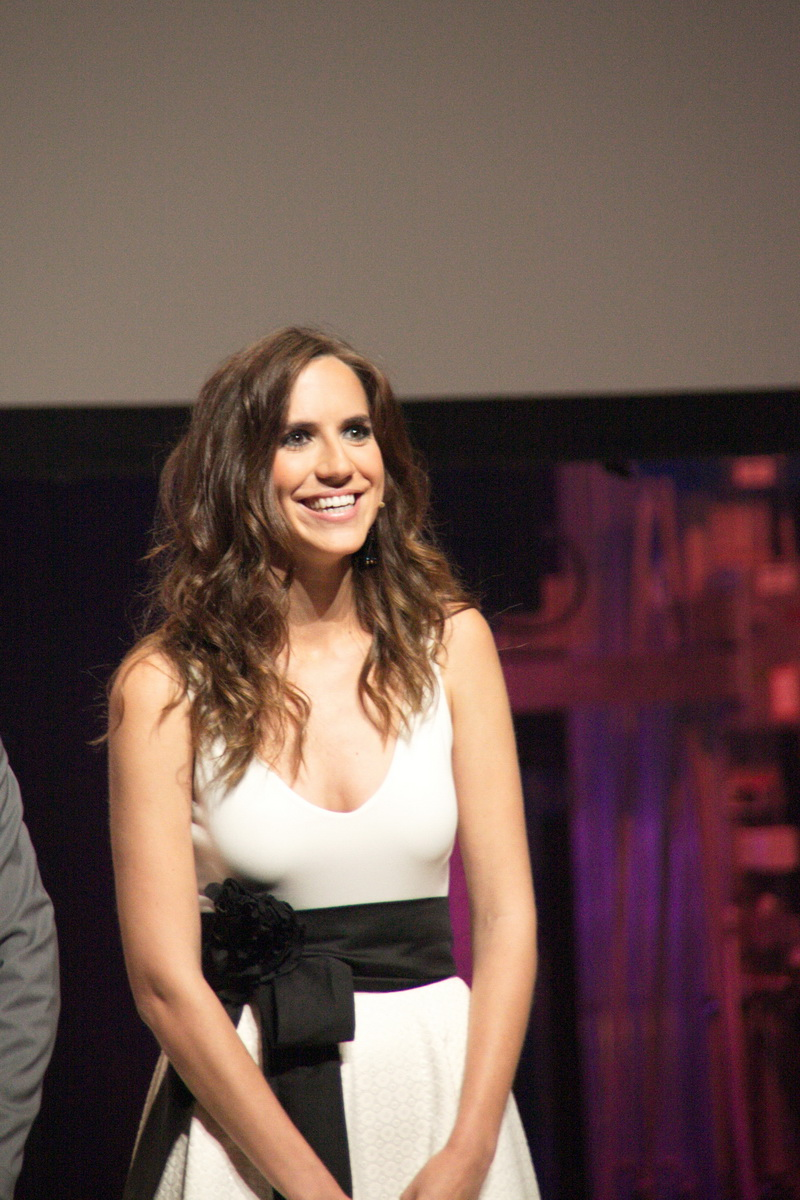
Aina Clotet en 2014

En noviembre de 2014 protagonizó Rastros de sándalo, película dirigida por María Ripoll, rodada en catalán, inglés e hindi. Clotet interpretó a Paula, una niña que fue adoptada de pequeña y separada de su hermana Mina,en la piel de la actriz india Nandita Das. Aina fue nominada como mejor actriz protagonista en la séptima edición de los Premios Gaudí por dicho trabajo.
En 2015 formó parte del reparto coral de la película Barcelona, noche de invierno, la segunda parte de la comedia romántica Barcelona, noche de verano, dirigida por Dani de la Orden. Clotet, interpretó a Sílvia, una repartidora de comida a domicilio que comparte una noche con Ángel (Artur Busquets) y Ádrian (Cristian Valencia). Por ese papel fue nominada a mejor actriz secundaria en la octava edición de los Premios Gaudí.
En 2015 rodó su primer cortometraje como directora: Tiger. Está protagonizado por ella misma y por Marcel Borràs; además, cuenta con la participación de Maria Lanau, Vicenç Fonolleda y Paula Hernández. El corto fue presentado en 2016 en el Festival de cine de Málaga y recibió una nominación a mejor corto en la novena edición de los premios Gaudí. En el teatro, estrenó el 11 de febrero de 2015 la obra Joc de miralls, una adaptación de la dramatúrga estadounidense Annie Baker.
En 2017 se incorporó como actriz de reparto a la serie de Movistar+ Velvet Colección, como Roser Godó, hija del empresario catalán Eduard Godó y de su esposa Macarena Rey, encarnados por Imanol Arias y Adriana Ozores. También ese año, participa en el rodaje de la película 7 razones para huir, que está pendiente de estreno.
En 2018 se anunció que formaría parte del elenco de la miniserie de Movistar+ Matar al padre, dirigida por la catalana Mar Coll. También ese año protagonizó durante un mes la obra El sistema solar, en el Teatre Lliure de Barcelona, dirigida por Carol López y en la que comparte escenario con Nausicaa Bonnín, Marc Clotet y Guillermo Toledo. En noviembre de 2018 se estrena la película Durante la tormenta, dirigida por Oriol Paulo, y en la que Clotet tiene un papel de reparto.
Además, en noviembre de 2018 denunció en un comunicado a través de Twitter que Leticia Dolera la despidió de la serie Vida perfecta que estaba preparando para Movistar+ porque estaba embarazada, señalando que contaba su caso para que sus compañeras embarazadas «no sufran la misma desprotección legal» que ella. Clotet también indicaba que con una planificación adaptada podría haber rodado la mayoría de las escenas, recurriendo a distintas técnicas para disimular su embarazo, y que ofreció su salario para cubrir cualquier coste adicional que el embarazo pudiese haber supuesto a la producción.
El 2019 rueda producciones como La filla d'algú por la que obtiene una Biznaga de plata a mejor actriz en el Festival de Málaga.. En 2021 participa en la serie Hierro dirigida por Jorge Coira y en 2022 en Els encantats , película de Elena Trapé al lado de Laia Costa, por la que le nominaron  a Mejor Actriz en los Premios Gaudí. Además, participó en la producción finlandesa Enemy of the People dirigida por Mikko Kuparinen.
En 2023 estrena como actriz la serie de Netflix El cuerpo en llamas y debuta como creadora  productora y directora con la serie Esto no es Suecia, coproducción europea entre Televisión Española, Televisión de Cataluña, SVT (Suecia), NDR (Alemania), YLE (Finlandia). Esa ficción ganó el Prix Europa  a mejor serie Europea de 2023 y fue seleccionada en la sección oficial de Cannes Series 2024. El jurado oficial de este Festival, formado por Sofie Gråbøl, Olivier Abbou, Amine Bouhafa, Alice Braga, Macarena García y Alix Poisson, le otorgó el Premio a Mejor Interpretación por su papel de Mariana en la serie.

## Filmografía

### Cine
| Año  | Título                       | Personaje           | Director                                   |
| ---- | ---------------------------- | ------------------- | ------------------------------------------ |
| 2001 | Anita no pierde el tren      | Anita joven         | Ventura Pons                               |
| 2004 | Mala uva                     | Mari                | Javier Domingo                             |
| 2004 | Jóvenes                      | Cristina            | Carles Torras, Ramon Térmens               |
| 2004 | Reprimidos                   | Sandra              | Ignacio Delgado Zambrano                   |
| 2006 | 53 días de invierno          | Valeria             | Judith Colell                              |
| 2006 | Animales Heridos             | Hija                | Ventura Pons                               |
| 2010 | Elisa K                      | Elisa               | Jordi Cadena, Judith Colell                |
| 2011 | El gènere femení             | Júlia               | Carlos Benpar                              |
| 2012 | Los niños salvajes           | Júlia               | Patricia Ferreira                          |
| 2012 | Les infidèles                | Julia               | Michel Hazanavicius                        |
| 2013 | Et dec una nit de divendres  | Laura               | Dimas Rodríguez                            |
| 2014 | Rastros de sándalo           | Paula/Sita          | María Ripoll                               |
| 2014 | Difuminado                   | Valentina           | Pere Koniec                                |
| 2015 | Barcelona, noche de invierno | Sílvia              | Dani de la Orden                           |
| 2018 | Durante la tormenta          | Úrsula Abad         | Oriol Paulo                                |
| 2019 | 7 razones para huir          | Progress: The Woman | Esteve Soler, Gerard Quinto y David Torras |
| 2019 | [La hija de alguien]         | Elisabet            | Marcel Alcántara                           |
| 2019 | Vivir dos veces              | Camarera            | María Ripoll                               |

### Teatro
| Año  | Título                   | Personaje | Notas                |
| ---- | ------------------------ | --------- | -------------------- |
| 2002 | Toda una señora          |           | Montserrat Cornet    |
| 2003 | Geloses                  |           | Teresa Devant        |
| 2005 | Las señoritas de Siam    |           | Ever Martín Blanchet |
| 2005 | Algo                     |           | Alex Mañas           |
| 2006 | Borges y Sábato          |           | Carles Canut         |
| 2007 | Sonetos                  |           | Jordi Prat i Coll    |
| 2008 | Germanes                 | Ivonne    | Carol López          |
| 2010 | Escenas de un matrimonio | Karin     | Marta Angelat        |
| 2013 | Ex-change                |           | Marta Gené Camos     |
| 2015 | Joc de miralls           | Teresa    | Juan Carlos Martel   |
| 2018 | El sistema solar         | Edurne    | Carol López          |

### Televisión
| Año       | Título                  | Personaje             | Cadena                   | Director                            | Notas                 |
| --------- | ----------------------- | --------------------- | ------------------------ | ----------------------------------- | --------------------- |
| 1994-1999 | Estació d´enllaç        | Laura Valls Canales   | TV3                      | —                                   | 126 episodios         |
| 2001-2002 | Des del balcó           | Patrícia              | TV3                      | —                                   | 6 episodios           |
| 2001      | Temps de silenci        | Maria Mercè Mascarell | TV3                      | —                                   | 7 episodios           |
| 2002      | Mirall trencat          | Criada                | TV3                      | —                                   | 1 episodio            |
| 2005      | Sprint Especial         | Edurne                | TV3                      | Juan Carlos Claver                  | Telefilme             |
| 2005      | Hospital Central        | Lydia                 | Telecinco                | —                                   | 3 episodios           |
| 2006-2007 | El cor de la ciutat     | Mònica                | TV3                      | —                                   | 41 episodios          |
| 2007      | Positius                | Belén                 | TV3                      | Judith Colell                       | Telefilme             |
| 2009-2011 | Infidels                | Arlet Ferreres Miró   | TV3                      | María Almagro                       | 42 episodios          |
| 2012-2013 | Gran Nord               | Anna Obach            | TV3                      | María Almagro y Jesús Font          | 26 episodios          |
| 2012      | Germanes                | Ivonne                | TV3                      | Carol López                         | Telefilme             |
| 2013      | Salaó                   | Camille               | TV3                      | Jesús Font                          | Miniserie; 1 episodio |
| 2017      | Velvet Colección        | Roser Godó            | Movistar+                | Jorge Torregrossa                   | 6 episodios           |
| 2017      | El Crac                 | Ella misma            | TV3                      | Joel Joan y Héctor Claramunt        | 1 episodio            |
| 2018      | Benvinguts a la familia | Lola                  | TV3                      | Pau Freixas                         | 1 episodio            |
| 2018      | Matar al padre          | Carla                 | Movistar+                | Mar Coll                            | Miniserie; 1 episodio |
| 2019      | La que se avecina       | Adriana               | Telecinco                | Alberto Caballero y Laura Caballero | 1 episodio            |
| 2021      | Hierro                  | Tamara Arias          | Movistar+                |                                     | 6 episodios           |
| 2023      | El cuerpo en llamas     | Silvia                | Netflix                  |                                     | 6 episodios           |
| 2023      | Esto no es Suecia       | Mariana               | TVE, TV3, SVT, NDR y YLE | Mar Coll                            | 8 episodios           |

## Vida personal
Es hermana del también actor Marc Clotet. Es hija del doctor Bonaventura Clotet, referencia en el campo de la investigación sobre el sida. Junto a su hermano, está muy vinculada a multitud de actos de recaudación de fondos para dicha enfermedad.
Es pareja del actor catalán Marcel Borràs con quien tiene dos hijos: Juna, nacida en 2015, y un niño nacido en febrero de 2019.

## Premios
- Premios Sant Jordi

| Año  | Categoría                         | Película | Resultado |
| ---- | --------------------------------- | -------- | --------- |
| 2010 | Mejor actriz en película española | Elisa K  | Ganadora  |

- Festival de Málaga de Cine en Español

| Año  | Categoría                                     | Película                                | Resultado |
| ---- | --------------------------------------------- | --------------------------------------- | --------- |
| 2012 | Biznaga de Plata a la mejor actriz de reparto | Los niños salvajes (Els nens salvatges) | Ganadora  |
| 2019 | Biznaga de Plata a la mejor actriz            | La filla d’algú (La hija de alguien)    | Ganadora  |

- Premios Zappping

| Año  | Categoría            | Película          | Resultado |
| ---- | -------------------- | ----------------- | --------- |
| 2024 | Mejor actriz o actor | Esto no es Suecia | Ganadora  |

- Canneseries

| Año  | Categoría            | Película          | Resultado |
| ---- | -------------------- | ----------------- | --------- |
| 2024 | Mejor interpretación | Esto no es Suecia | Ganadora  |